# Karin Hänel
Karin Hänel (verheiratete Antretter; * 28. Mai 1957) ist eine ehemalige deutsche Weitspringerin. 
Bei den Leichtathletik-Halleneuropameisterschaften 1977 in San Sebastián wurde sie Siebte. Im Jahr darauf folgte auf einen achten Platz bei den Halleneuropameisterschaften in Mailand ein siebter bei den Europameisterschaften in Prag.
1981 siegte sie bei den Halleneuropameisterschaften in Grenoble mit dem Hallenweltrekord von 6,77 m. 1982 gewann sie bei den Halleneuropameisterschaften in Mailand Silber und wurde Achte bei den Europameisterschaften in Athen.
1978 wurde sie Deutsche Meisterin, 1981 und 1982 Deutsche Vizemeisterin. In der Halle wurde sie 1977 und 1978 Meisterin sowie 1981 und 1982 Vizemeisterin.
Karin Hänel startete 1977 für den OSC Dortmund, von 1978 bis 1981 für den ASV Köln und 1982 für die LG Ahlen/Hamm.

## Persönliche Bestleistungen
- Weitsprung: 6,77 m, 1. September 1982, Rhede
  - Halle: 6,77 m, 21. Februar 1981, Grenoble

| Personendaten    | Personendaten           |
| ---------------- | ----------------------- |
| NAME             | Hänel, Karin            |
| ALTERNATIVNAMEN  | Antretter, Karin        |
| KURZBESCHREIBUNG | deutsche Weitspringerin |
| GEBURTSDATUM     | 28. Mai 1957            |